# Jens-Uwe Gordon
Jens-Uwe Gordon (Salinas, 13 agosto 1967) è un ex cestista statunitense naturalizzato tedesco.